# James Hutton

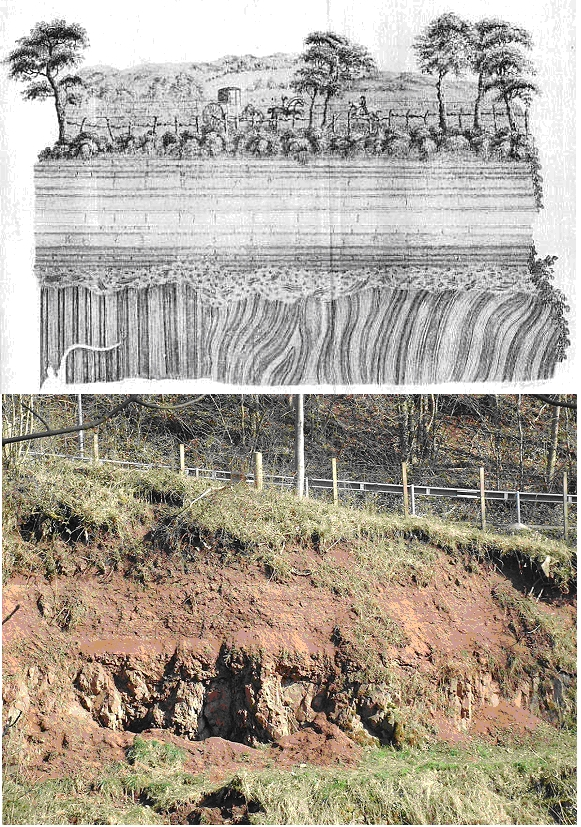
Huttons hoekdiscordantie te Jedburgh. Jonge sedimentlagen liggen hier horizontaal over steil staande oudere heen, waardoor de lagen een hoek met elkaar maken, alsof de oudere lagen zijn afgesneden door de jongere.

James Hutton (Edinburgh, 3 juni 1726 – aldaar, 26 maart 1797) wordt beschouwd als de eerste modern-wetenschappelijke geoloog. Hij was de bedenker van twee concepten, plutonisme en uniformitarianisme, waarmee hij tegen de in zijn tijd geldende theorie van het catastrofisme (het idee dat gesteenten waren ontstaan tijdens de zondvloed) in ging.

## Biografie

### Opleiding en ontdekkingen
Hutton bezocht de Royal High School in Edinburgh en werd opgeleid tot advocaat en arts. Zijn interesse lag echter al vroeg bij de bestudering van de Aarde. Hij vestigde zich als hereboer in Berwickshire, waar hij een aantal theorieën bedacht om de ligging en vorming van gesteentelagen te verklaren. Omdat Hutton verzekerd was van een goed inkomen vanwege zijn landerijen, kon hij aan de University of Edinburgh studeren, waar hij bevriend raakte met geleerden van de Schotse verlichting, onder wie John Playfair, Joseph Black, David Hume en Adam Smith.
Na een verblijf van twee jaar in Parijs arriveerde James Hutton in 1747 in Leiden, waar hij zich op op 14 augustus 1747 ten huize van de toenmalige rector magnificus Joachim Schwartz liet inschrijven aan de Universiteit van Leiden met de bedoeling te promoveren in de medicijnen. Hij logeerde bij de weduwe Van der Tas (née Judith Bouvat) aan de Langebrug, corresponderende met het huidige adres Langebrug 101 te Leiden. Zijn promotor was professor Frederik Winter, die niet alleen hoogleraar was aan de Leidse Universiteit, maar ook hofarts van de Stadhouder. Het Latijnse manuscript van Huttons proefschrift bevatte ook 92 stellingen, waarvan er twee op 3 september 1749 door James Hutton met succes in het openbaar werden verdedigd. Op 12 september 1749 promoveerde James Hutton tot doctor in de medicijnen aan de Leidse Universiteit op een fysisch-medisch proefschrift getiteld Sanguine et Circulatione Microcosmi. Het proefschrift werd gedrukt bij Wilhelmus Boot, boekdrukker te Leiden. Aangenomen wordt dat James Hutton kort na zijn promotie terugkeerde naar Groot-Brittannië.
Hutton bracht een groot deel van zijn tijd door met het bestuderen van gesteenten in de natuur. Bij Glen Tilt in de Cairngorms (Schotse Hooglanden) vond Hutton een granietlichaam, dat aan een schist grensde. Hutton ontdekte dat het contact tussen de twee verschillende gesteentesoorten eruitzag of de graniet gesmolten was geweest en in de schist was doorgedrongen. Hutton leidde hieruit af dat graniet gevormd wordt door het stollen van magma (gesmolten gesteente). Dit was in tegenspraak met de heersende opvatting van zijn tijd, dat alle gesteenten gevormd waren door het neerslaan van mineralen uit de oceaan. Ook bedacht Hutton dat het graniet jonger moest zijn dan de schist waarin ze was doorgedrongen.
Later vond hij eenzelfde soort contacten tussen vulkanisch en sedimentair gesteente bij Salisbury Crags in Edinburgh,
op het eiland Arran en in Galloway.
In 1787 ontdekte hij een hoekdiscordantie in sedimentaire gesteenten (een plek waar jongere sedimentlagen oudere lijken af te snijden) bij Jedburgh. Grijze, steil staande kleisteenlagen worden hier afgesneden door ongeveer horizontaal liggende rode zandsteenlagen. In 1788 ontdekte hij bij Siccar Point aan de kust van Berwickshire een andere hoekdiscordantie.
Hutton bedacht dat deze relaties tussen verschillende gesteenten kunnen ontstaan wanneer er sprake is van een cyclische herhaling van gebeurtenissen. Zo'n cyclus begint met de afzetting van sedimentaire lagen op de zeebodem, daarna het omhoog bewegen van het aardoppervlak zodat de lagen boven water komen te liggen en scheef komen te staan, en ten slotte erosie waardoor de scheef staande lagen afgesleten worden. Nadat het oppervlak weer naar beneden is bewogen kunnen nieuwe lagen onder een hoek met de oude worden afgezet. Hutton begreep dat om alle hoekdiscordanties te verklaren, vele cycli nodig waren en er een enorme hoeveelheid tijd nodig was om de vorming van alle gesteenten in Schotland te verklaren. Hij bedacht ook dat de natuurlijke processen waarmee gesteenten gevormd worden door deze enorme hoeveelheid tijd onveranderd zijn gebleven. In 1788 presenteerde hij over deze ideeën een artikel aan de Royal Society of Edinburgh. Hij beschreef zijn idee van tijd als volgt: we find no vestige of a beginning, no prospect of an end (we vinden geen teken van een begin, noch een vooruitzicht op een einde).
In datzelfde jaar nam Hutton zijn bevriende collega's James Hall en John Playfair mee naar Siccar Point om zijn hoekdiscordantie te bekijken. De twee waren onmiddellijk overtuigd van Huttons theorie en Playfair zou later opmerken dat de gedachte aan de enorme hoeveelheid tijd die nodig was om de structuur te vormen hem een duizelig gevoel gegeven had.

### Publicatie van Huttons theorie
Al in 1785 had Hutton zijn theorie onder de naam Theory of the Earth gepubliceerd. In dit artikel schreef hij al dat de Aarde veel ouder moet zijn dan tot dan toe was aangenomen, om genoeg tijd toe te staan om de bergen te eroderen, en om sediment op te bouwen op de bodem van de oceanen zodat nieuwe landmassa's werden gevormd.
De navolgers van Hutton stonden wel bekend als plutonisten omdat zij dachten dat veel gesteenten werden gevormd door vulkanisme, het deponeren van lava door vulkanen, in tegenstelling tot de neptunisten, die vermoedden dat alle gesteenten neergeslagen waren vanuit een grote oceaan waarvan het zeeniveau geleidelijk daalde.
In 1795 was Hutton de eerste die de mogelijkheid opperde dat ijskappen een deel van Noord-Europa hebben bedekt, maar zijn ideeën kregen destijds weinig aandacht. Ook trok hij als een van de eersten de conclusie dat sommige gesteenten uit de diepere delen van de Aarde afkomstig moesten zijn. Hij nam aan dat deze gesteenten eerst gesmolten waren geweest en daarna gestold, en leidde daaruit af dat de diepere delen van de Aarde extreem warm moesten zijn. Verder was hij de eerste die veronderstelde dat gebergten geleidelijk afgebroken werden en vervielen tot afzettingsgesteente of sediment.
James Hutton is de grondlegger van het uniformitarianisme, met de stellingen;
- Fysisch-chemische natuurwetten zijn tijdloos
- Geologische processen verliepen daarom vroeger kwalitatief niet anders dan nu
- Binnen eenzelfde gegeven kader waren, zijn en worden deze geologische krachten dus ook kwantitief eender

Hutton schiep hiermee een uitgangspunt voor de toen nog jonge aardwetenschappen. Dit uitgangspunt vatte hij samen in een beroemde uitspraak, die tegenwoordig elke dag nog bruikbaar blijkt voor geologen: 'The present is the key to the past.'